# Paweł Niedźwiecki
Paweł Niedźwiecki (* 12. Mai 1974) ist ein ehemaliger polnischer Radrennfahrer. Noch als Amateur gewann er das in Niederschlesien ausgetragene Etappenrennen Szlakiem Grodów Piastowskich. Der größte Erfolg seiner professionellen Karriere war der Sieg im Gesamtklassement der Tour of Japan sieben Jahre später.

## Siege
- 1994: Gesamtwertung Szlakiem Grodów Piastowskich
- 1995: Memoriał Andrzeja Trochanowskiego
- 2000: eine Etappe Commonwealth Bank Classic
- 2001: eine Etappe und Gesamtwertung Tour of Japan